# David B. Ingram
David B. Ingram (* 1952) ist ein Philosoph an der Loyola University Chicago.
Ingram erhielt seinen M.A. und 1980 seinen Doktortitel an der University of California, San Diego. Dort arbeitete er als Schüler von Herbert Marcuse und wurde unter Frederick Olafson über “Truth, Method, and Understanding in the Human Sciences: the Gadamer/Habermas Controversy” promoviert. Danach unterrichtete er von 1980 bis 1987 als Assistant Professor an der University of Northern Iowa, bevor er 1987 nach Chicago kam. Ingram forscht vor allem in den Bereichen Politische Philosophie und Rechtsphilosophie, wobei er sich auf die zeitgenössische deutsche und französische Philosophie spezialisiert hat.
Ingram gehörte zu den 250 Wissenschaftlern, die in einem offenen Brief an Barack Obama die Haftbedingungen Bradley Mannings kritisierten. Ebenfalls unterschrieb er offene Briefe an die Machthaber im Iran.

## Veröffentlichungen
- Habermas: Introduction and Analysis. Ithaca, NY: Cornell University Press, 2010
- Group Rights: Reconciling Equality and Difference. Lawrence, KS: University Press of Kansas, 2000
- Rights, Democracy, and Fulfillment in the Era of Identity Politics: Principled Compromises in a Compromised World. Rowman and Littlefield, 2004.
- Reason, History and Politics: The Communitarian Grounds of Legitimation in the Modern Age. Albany: State University of New York Press,
- Law: Key Concepts in Philosophy. London: Continuum, London 2006.
- The Complete Idiot's Guide To Ethics. Alpha Books, 2002.
- Habermas and the Dialectic of Reason. New Haven Yale University Press, 1987. 263 pages.
- The Political: Readings In Continental Philosophy. London: Blackwell, 2002.
- Critical Theory and Philosophy. New York: Paragon House Publishers, 1990. 240 pages.
- Critical Theory: The Essential Readings. New York: Paragon House Publishers, 1991. 388 pages.